# 平成天才バカボン (ファミリーコンピュータ)
平成天才バカボン(へいせいてんさい-)は1991年12月26日にナムコから発売されたアクションゲームである。

## 概要
バカ田大学の後輩に連れ去られたハジメとママを救出するためバカ田大学に乗り込むアクションゲーム。
バカボンパパは傘を駆使して多彩なアクションを繰り出してステージを進むがバカボンパパはダッシュを掛けると加速が遅いうえ慣性が働き上手く止まれない、高い所から傘を開かず落下するとダメージを受け数秒間硬直（ブロックぶら下がり中も同様）、一機ミスで即ゲームオーバーとなりステージ最初からやり直し（コンティニュー、パスワードによる再開あり）な上ステージは非常に長い、敵は中ボス以外は攻撃できず避けていく等難易度は非常に高い。

## ステージ
- サーカス

ボス戦はピエロの投げてくるボールをノルマ数傘でキャッチ。
- 忍者屋敷

ボス戦は残りタイム内ノルマの得点を獲得する。
- 体育館

ボス戦は陸上選手とハードル競争。
- 科学

ボス戦はコンピューター内の指示通りのブロックを踏んでいく。